# Manuela Maleeva
Manuela Georgieva Maleeva-Fragniere (Sófia, 14 de Fevereiro de 1967) é uma ex-tenista profissional búlgara, que representou a Suíça a partir de 1990
Casou-se em 28 de novembro de 1987 e passou a usar o novo sobrenome, Maleeva-Fragnière, somente no início da temporada de 1990. Divorciou-se em 2000.

## Grand Slam finais

### Duplas Mistas: 1 (1 título)
| Posição | Ano  | Campeonato | Piso | Parceiro      | Oponentes                        | Placar        |
| ------- | ---- | ---------- | ---- | ------------- | -------------------------------- | ------------- |
| Campeã  | 1984 | US Open    | Duro | Tom Gullikson | Elizabeth Smylie John Fitzgerald | 2–6, 7–5, 6–4 |

## Olimpíadas

### Simples: 1 medalha (1 bronze)
| Posição | Ano  | Local | Piso | Oponente | Placar    |
| ------- | ---- | ----- | ---- | -------- | --------- |
| Bronze  | 1988 | Seul  | Duro | -        | não houve |

Maleeva perdeu nas semi-finais para Gabriela Sabatini 6–1, 6–2. E em 1988, não houve decisão, automaticamente ficava com o bronze.

## Confronto vs Tenistas da WTA
Jogadores em negrito foram N. 1 da WTA.
- Katerina Maleeva 8–1
- Catarina Lindqvist 7–2
- Kathy Jordan 6–0
- Kathy Rinaldi 6–1
- Lori McNeil 6–2
- Claudia Kohde-Kilsch 5–2
- / Helena Suková 5–2
- Conchita Martínez 5–4
- Sylvia Hanika 4–0
- / Natasha Zvereva 4–0
- Jo Durie 4–1
- Brenda Schultz-McCarthy 4–1
- Zina Garrison 4–2
- Nathalie Tauziat 4–6
- / Karina Habšudová 3–0
- Mima Jaušovec 3–0
- Lisa Bonder 3–1
- Barbara Potter 3–2
- Andrea Temesvári 3–2
- Bonnie Gadusek 3–4
- / Hana Mandlíková 3–4
- / Martina Navratilova 3–11
- Magdalena Maleeva 2–0
- Dominique Monami 2–0
- Virginia Ruzici 2–0
- Carling Bassett-Seguso 2–1
- Kathleen Horvath 2–1
- Dianne Fromholtz 2–2
- Bettina Bunge 2–3
- Mary Joe Fernández 2–5
- Gabriela Sabatini 2–7
- Pam Shriver 2–7
- Chris Evert 2–17
- Sue Barker 1–0
- Kimiko Date-Krumm 1–0
- Julie Halard-Decugis 1–0
- Iva Majoli 1–0
- Mary Pierce 1–0
- Stephanie Rehe 1–0
- Barbara Paulus 1–1
- / Jana Novotná 1–2
- Wendy Turnbull 1–2
- Arantxa Sánchez Vicario 1–5
- Tracy Austin 0–1
- Jennifer Capriati 0–1
- Evonne Goolagong Cawley 0–1
- Anke Huber 0–2
- // Monica Seles 0–9
- Steffi Graf 0–17